# 赫尔塔·阿尼塔什
赫尔塔·阿尼塔什（羅馬尼亞語：Herta Anitaș，1962年8月18日—），罗马尼亚女子赛艇运动员。她曾代表罗马尼亚参加1988年夏季奥林匹克运动会赛艇比赛，获得一枚银牌和一枚铜牌。